# Joe Mullen
Joseph Patrick Mullen (New York, 26 febbraio 1957) è un allenatore di hockey su ghiaccio ed ex hockeista su ghiaccio statunitense, vincitore in carriera di tre Stanley Cup nonché assistente allenatore dei Philadelphia Flyers.

## Carriera
Mullen ha giocato per 16 stagioni nella National Hockey League per quattro diverse franchigie fra il 1980 e il 1997: St. Louis Blues, Calgary Flames, Pittsburgh Penguins e Boston Bruins. Vinse per tre volte la Stanley Cup, la prima con i Flames nel 1989, le altre due con i Penguins nel 1991 e nel 1992.
Senza essere mai stato scelto al Draft, Mullen fu una stella per i Boston College Eagles prima di diventare professionista all'interno dell'organizzazione dei Blues. Fu rookie dell'anno in Central Hockey League nel 1980 e MVP l'anno successivo con i Salt Lake Golden Eagles. Per due volte vinse il Lady Byng Memorial Trophy come giocatore più corretto della NHL, oltre a conquistare un NHL Plus/Minus Award. Mullen fu inserito nel 1989 nel First All-Star Team e giocò tre NHL All-Star Game.
Mullen giocò anche nella nazionale statunitense in diverse occasioni, incluse tre edizioni della Canada Cup. Fu il primo statunitense capace di segnare 500 reti in NHL e di raggiungere i 1000 punti in carriera. Nel 1995 Mullen ricevette il Lester Patrick Trophy come riconoscimento per il suo contributo notevole allo sviluppo dello sport negli Stati Uniti. Nel 2000 fu inoltre inserito nell'Hockey Hall of Fame.
Conclusa la carriera da giocatore Mullen iniziò ad allenare entrando dapprima nello staff dei Pittsburgh Penguins come vice allenatore dal 2000 al 2006 e brevemente come capo allenatore dei Wilkes-Barre/Scranton Penguins nella stagione 2005-2006. Dal 2007 è vice allenatore dei Philadelphia Flyers.

## Palmarès

### Club
- Stanley Cup: 3

Calgary: 1988-1989
Pittsburgh: 1990-1991, 1991-1992
- NCAA ECAC Championship:

Boston College: 1977-1978

### Individuale
- Hockey Hall of Fame: 1

2000
- Ken McKenzie Trophy: 1

1979-1980
- Phil Esposito Trophy: 1

1980-1981
- Tommy Ivan Trophy: 1

1980-1981
- Lady Byng Memorial Trophy: 2

1986-1987, 1988-1989
- Lester Patrick Trophy: 1

1994-1995
- NHL Plus/Minus Award: 1

1988-1989
- NHL First All-Star Team: 1

1988-1989
- NHL All-Star Game: 3

1989, 1990, 1994